# هاشم قزوینی
شیخ هاشم مدرس قزوینی (زاده ۲۰ خرداد ۱۲۷۰ در شهرک مدرس (قلعه هاشم خان)، قزوین _ درگذشته ۲۲ مهر ۱۳۳۹ در مشهد) فقیه و مدرس حوزه علمیه مشهد بود.
وی تحصیل کرده حوزه اصفهان بود ولی برای سطوح عالی تحصیلات خود به مشهد رفت و نزد حاج آقا حسین قمی و میرزا محمد آقا زاده خراسانی (فرزند آخوند ملا محمد کاظم خراسانی، صاحب کفایه) تا رسیدن به درجه اجتهاد به تحصیل پرداخت و سپس در حوزه علمیه مشهد صاحب کرسی استادی شد. پس از ورود میرزا مهدی اصفهانی به خراسان و اطلاع او از منزلت علمی میرزا در یک اقدام کم‌نظیر کرسی استادی خویش را به میرزا تحویل داد و تا پایان حیات میرزا به شاگردی وی پرداخت. بنا بر نقل محمدرضا حکیمی او، شیخ مجتبی قزوینی و شیخ محمود حلبی از نزدیکترین افراد به میرزا مهدی اصفهانی بوده‌اند که معتبرترین گزارش‌ها از احوالات باطنی میرزا را باید نزد آن‌ها جستجو کرد.

## شاگردان
- سید علی خامنه‌ای
- سید علی سیستانی
- محمدجعفر جعفری لنگرودی
- حسین وحید خراسانی
- میرزا حسنعلی مروارید
- میرزا جواد آقا تهرانی
- محمدرضا مهدوی دامغانی
- محمد رضا حکیمی
- محمد تقی شریعتی مزینانی
- محمد رضا شفیعی کدکنی
- محمدباقر بهبودی
- عبد الجواد فلاطوری
- رجبعلی رضازاده
- سید مهدی طباطبایی[۳]

## درگذشت
شیخ هاشم مدرس قزوینی در تاریخ شنبه ۲۳ مهر ماه ۱۳۳۹ در شهر مشهد درگذشت.

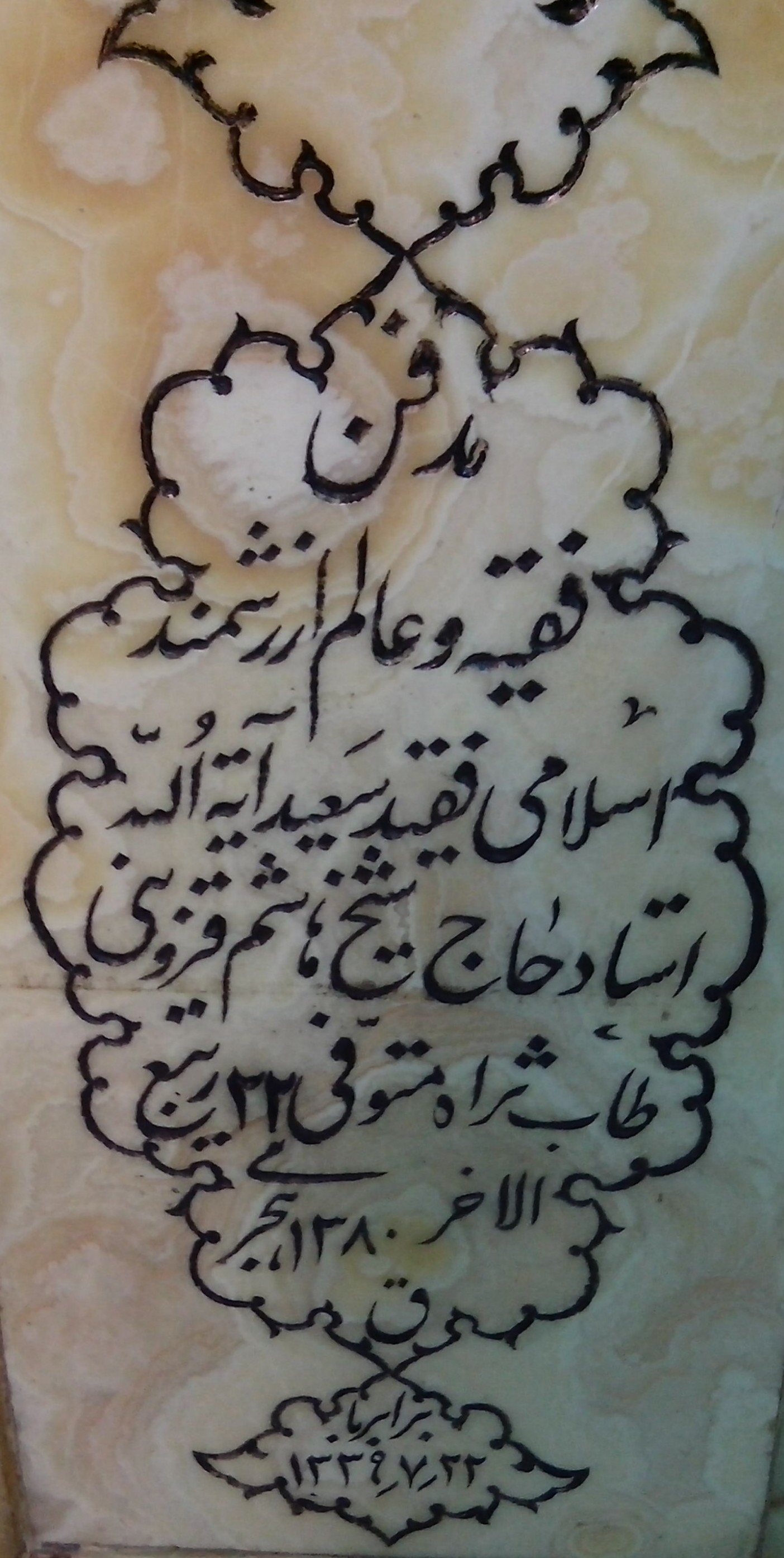
مدفن شیخ هاشم قزوینی در حرم علی ابن موسی الرضا